# Jacques Rivette
Jacques Rivette (Rouen, 1 de março de 1928 — 29 de janeiro de 2016) foi um realizador de cinema francês. Junto com François Truffaut, Jean-Luc Godard, Eric Rohmer e Claude Chabrol, faz parte do grupo de críticos da revista Cahiers du Cinéma que se tornaram posteriormente cineastas.

## Filmografia
| Ano  | Título original                                         | Título no Brasil             | Observações                                                                                       |
| 1949 | Aux quatre coins                                        |                              | curta-metragem 16mm                                                                               |
| 1950 | Le Quadrille                                            |                              | curta-metragem 16mm                                                                               |
| 1952 | Le Divertissement                                       |                              | curta-metragem 16mm                                                                               |
| 1956 | Le Coup du Berger                                       |                              | curta-metragem                                                                                    |
| 1960 | Paris nous appartient                                   | Paris nos Pertence           | lançado nos cinemas em dezembro de 1961                                                           |
| 1966 | Suzanne Simonin, la Religieuse de Diderot               | A Religiosa                  |                                                                                                   |
| 1968 | L'Amour fou                                             |                              | lançado nos cinemas em janeiro de 1969                                                            |
| 1970 | Out 1 : Noli me tangere                                 |                              | primeira exibição pública em setembro de 1971                                                     |
| 1971 | Out 1 : Spectre                                         |                              | lançado nos cinemas em março de 1974                                                              |
| 1974 | Céline et Julie vont en bateau                          | Céline e Julie Vão de Barco  |                                                                                                   |
| 1976 | Duelle (Scènes de la vie parallèle: 2. Une Quarantaine) |                              |                                                                                                   |
|      | Noroît (Scènes de la vie parallèle: 3. Une Vengeance)   |                              |                                                                                                   |
| 1978 | Merry-Go-Round                                          |                              | lançado nos cinemas em abril de 1983                                                              |
| 1981 | Le Pont du Nord                                         |                              | lançado nos cinemas em março de 1982                                                              |
| 1980 | Paris s'en va                                           |                              | média-metragem                                                                                    |
| 1983 | L'Amour par terre                                       |                              | lançado nos cinemas em outubro de 1984                                                            |
| 1985 | Hurlevent                                               | O Morro dos Ventos Uivantes  | lançado nos cinemas em outubro de 1984                                                            |
| 1988 | La Bande des quatre                                     |                              | lançado nos cinemas em fevereiro de 1989                                                          |
| 1991 | La Belle Noiseuse                                       | A Bela Intrigante            |                                                                                                   |
|      | La Belle Noiseuse - Divertimento                        |                              | versão curta de La Belle Noiseuse                                                                 |
| 1993 | Jeanne la Pucelle ("Les Batailles" e "Les Prisons")     |                              | filme em duas partes, lançado nos cinemas em fevereiro de 1994                                    |
| 1995 | Haut Bas Fragile                                        | Paris no Verão               |                                                                                                   |
|      | Lumière et Compagnie (parte "Une aventure de Ninon")    | Lumière e Companhia          | um dos 40 curtas-metragens de 52 segundos que compõem o filme comemorativo dos 100 anos do cinema |
| 1998 | Secret défense                                          | Defesa Secreta               |                                                                                                   |
| 2001 | Va Savoir                                               | Quem Sabe?                   |                                                                                                   |
| 2003 | Histoire de Marie et Julien                             | A História de Marie e Julien |                                                                                                   |
| 2007 | Ne touchez pas la hache                                 | Não Toque no Machado         |                                                                                                   |
| 2009 | 36 vues du Pic Saint Loup                               |                              |                                                                                                   |